# Élections régionales en France
En France, les élections régionales permettent d'élire les conseils régionaux, assemblées délibérantes des régions. Depuis 1986, elles ont lieu au suffrage universel et, depuis les élections de 2004, dans le cadre d'un scrutin proportionnel de liste à deux tours avec prime majoritaire.
Les élections régionales ont lieu au mois de mars tous les six ans, à l'exception des élections de 2015 qui ont été décalées en décembre à la suite du redécoupage des régions et des élections de 2021 reportées en juin en raison de la pandémie de Covid-19. Les assemblées des collectivités territoriales de Corse, de Guyane et de Martinique sont élues le même jour que les conseils régionaux.
Les pénultièmes élections régionales se sont déroulées les 6 et 13 décembre 2015. Les dernières ont lieu les 20 et 27 juin 2021 en même temps que les élections départementales de 2021.
Les prochaines élections régionales et départementales sont prévues en mars 2028, soit 6 ans et 9 mois après celles de 2021, du fait de la présence des élections présidentielle et législatives en 2027. L'organisation d'élections législatives anticipées en 2024 pourrait perturber de nouveau le calendrier électoral, les prochaines élections législatives devant désormais prendre place en 2029, supprimant une partie des contraintes ayant conduit au report des élections régionales et départementales.

## Historique
Les lois de décentralisation du 2 mars 1982 et du 10 juillet 1985 instituent les régions comme collectivités territoriales et créent les élections régionales,.
Depuis cette date, le mandat des conseillers régionaux est de six ans, renouvelables, et l'ensemble des conseils régionaux sont renouvelés en même temps. La loi de 1985 instaure un scrutin proportionnel de liste à un seul tour dans le cadre de circonscriptions départementales. Toutefois, ce mode de scrutin ne permet pas toujours à la seule droite ou à la seule gauche d'obtenir la majorité absolue des sièges dans les conseils régionaux. Ainsi, en 1986, six régions sont dirigées par la droite RPR ou UDF alliée avec le FN. Après les élections de 1998, alors que la gauche est en tête dans 12 régions métropolitaines sur 22, des présidents de droite sont élus avec le soutien du FN dans cinq régions (Rhône-Alpes, Picardie, Languedoc-Roussillon, Bourgogne et Centre). 
En 1999, le gouvernement Lionel Jospin change le mode de scrutin. Une loi modifie les élections régionales, pour un scrutin de liste à deux tours, dans le cadre régional (et non plus départemental), avec une prime majoritaire égale à un quart des sièges. La même loi réduit le mandat des conseils régionaux à cinq ans. Toutefois, avant l'entrée en vigueur de la loi de 1999, une nouvelle loi est adoptée en 2003 sous le gouvernement Jean-Pierre Raffarin (2) : le mandat des conseillers régionaux est de nouveau porté à six ans, le seuil nécessaire pour être présent au second tour est élevé à 10 % des votes exprimés et les départements sont réintroduits en tant que sections départementales au sein des listes régionales.
Ce nouveau mode de scrutin, avec la création d'une prime d'un quart des sièges pour la liste arrivée en tête, permet l'élection de majorités sans le FN dans toutes les régions lors des élections de 2004.
La réforme territoriale de 2010 prévoyait de remplacer les conseillers régionaux et les conseillers cantonaux par des conseillers territoriaux siégeant à la fois au conseil régional et au conseil général. Ils auraient été élus au scrutin uninominal majoritaire à deux tours,. Cette réforme est toutefois abrogée en 2013, avant d'entrer en vigueur.
En 2015, le nombre de régions est réduit de 22 à 13 en métropole, mais le mode de scrutin n'est pas modifié. Les durées des mandats des conseillers sont adaptées pour coïncider avec l'entrée en vigueur des nouvelles limites régionales (décembre 2015) puis avec les élections départementales (mars 2021).

## Mode de scrutin

### Candidature
Peuvent se présenter aux élections régionales les personnes :
- Âgées de 18 ans ou plus (art. L.339 du code électoral).
- De nationalité française.
- Inscrites sur la liste électorale de la région ou y payant des impôts pour au moins la cinquième année consécutive.
- N'étant pas sous tutelle ou curatelle.
- Restriction selon certains critères pour les employés de la fonction publique liés à des collectivités se situant dans la région.(Code électoral — art. L.340, et 195, 196).

L'article L.10 du code électoral interdit les candidatures multiples, c'est-à-dire que chaque candidat ne peut être candidat que sur une seule liste.

### Répartition des sièges

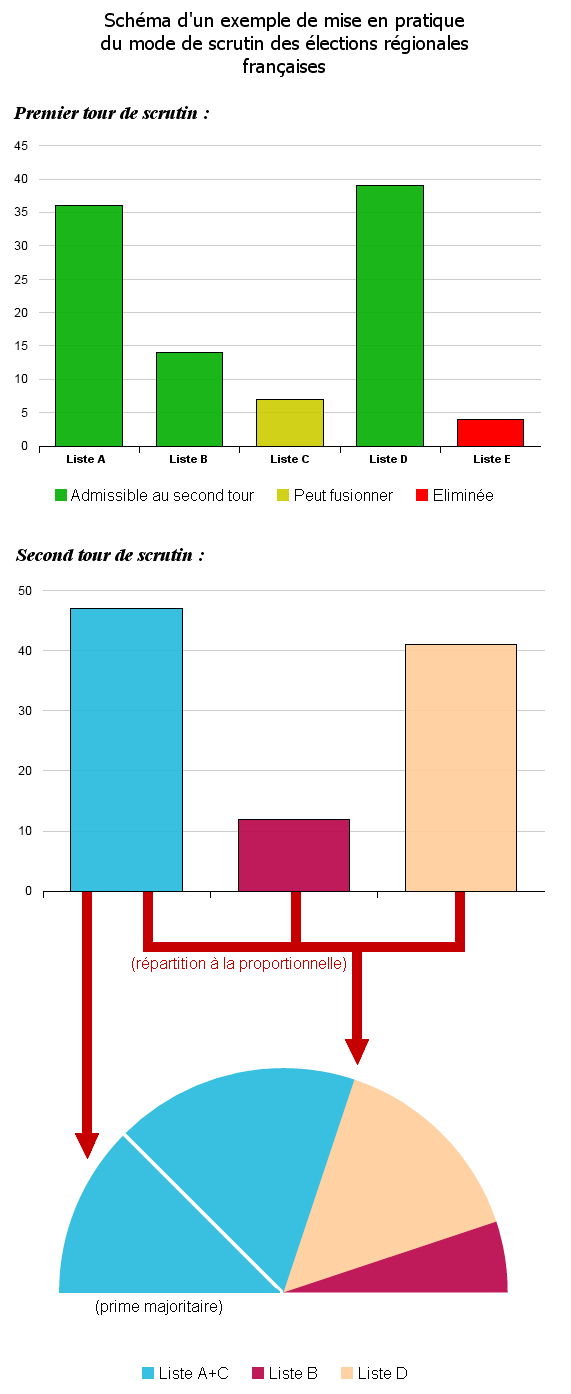
Schéma d'un exemple de mise en pratique du mode de scrutin utilisé pour les élections régionales en France.

#### Conseils régionaux
Depuis les réformes de 1999 et 2003, les conseillers régionaux sont élus au scrutin proportionnel à deux tours avec prime majoritaire.
L'attribution des sièges a lieu au premier tour si une liste recueille plus de 50 % des suffrages exprimés, sinon elle a lieu au second tour. Pour se maintenir au second tour, une liste doit recueillir au moins 10 % des suffrages exprimés. Une liste qui a recueilli au moins 5 % des suffrages exprimés peut fusionner avec une liste qui se maintient au second tour.
En cas de second tour, seules les listes présentes lors de ce second tour peuvent obtenir des sièges, quel que soit le nombre de voix obtenues au premier tour.
Lors de la répartition des sièges, un quart des sièges du conseil régional sont d'abord attribués à la liste arrivée en tête. Le reste des sièges est ensuite attribué proportionnellement à chacune des listes ayant recueilli au moins 5 % des suffrages exprimés. Ainsi, avec la prime, la liste arrivée en tête peut disposer d'une majorité absolue au conseil régional à partir d’un tiers des suffrages exprimés au second tour.
Le nombre de sièges attribués à chaque liste est calculé au niveau de la région mais, au sein de chaque liste, les sièges sont attribués par sections départementales en fonction des suffrages obtenus par la liste dans chaque département.
La loi oblige chaque liste à comporter autant d'hommes que de femmes.

#### Corse, Guyane et Martinique
En Corse, Guyane et Martinique, le mode de scrutin comporte des particularités :
- pour l'assemblée de Corse, le seuil de maintien au second tour est abaissé à 7 % et la prime majoritaire est de 9 sièges, soit environ 18 % des sièges ;
- pour l'assemblée de Martinique, les seuils sont les mêmes et la prime majoritaire est de 11 sièges (20 % des sièges) ; à la place des départements, le territoire est découpé en quatre sections électorales ;
- pour l'assemblée de Guyane, les seuils sont également les mêmes et sont calculés au niveau de la collectivité mais les sièges sont attribués dans chacune des huit sections électorales proportionnellement au score de chaque liste dans la section ; les 11 sièges de prime majoritaire (20 % des sièges) sont répartis entre les sections.

### Nombre de conseillers
Le nombre de conseillers par région est déterminé par l'annexe 7 du code électoral. À l'origine arrêté par la loi du 10 juillet 1985, il a été révisé une seule fois le 19 janvier 1999.
Jusqu'en 2016, et l'application du nouveau découpage régional, le nombre de conseillers régionaux est le suivant :
| Région                     | Nombre de conseillers |
| -------------------------- | --------------------- |
| Alsace                     | 47                    |
| Aquitaine                  | 85                    |
| Auvergne                   | 47                    |
| Basse-Normandie            | 47                    |
| Bourgogne                  | 57                    |
| Bretagne                   | 83                    |
| Centre-Val de Loire        | 77                    |
| Champagne-Ardenne          | 49                    |
| Corse                      | 51                    |
| Franche-Comté              | 43                    |
| Guadeloupe                 | 41                    |
| Guyane                     | 31                    |
| Haute-Normandie            | 55                    |
| Île-de-France              | 209                   |
| Languedoc-Roussillon       | 67                    |
| Limousin                   | 43                    |
| Lorraine                   | 73                    |
| Martinique                 | 41                    |
| Midi-Pyrénées              | 91                    |
| Nord - Pas-de-Calais       | 113                   |
| Pays de la Loire           | 93                    |
| Picardie                   | 57                    |
| Poitou-Charentes           | 55                    |
| Provence-Alpes-Côte d'Azur | 123                   |
| La Réunion                 | 45                    |
| Rhône-Alpes                | 157                   |
| Total                      | 1880                  |

À partir de 2016, le nombre de conseillers régionaux est le suivant, :
| Région                     | Anciennes régions fusionnées             | Nombre de conseillers |
| -------------------------- | ---------------------------------------- | --------------------- |
| Auvergne-Rhône-Alpes       | Auvergne Rhône-Alpes                     | 204                   |
| Bourgogne-Franche-Comté    | Bourgogne Franche-Comté                  | 100                   |
| Bretagne                   | Pas de changement des limites régionales | 83                    |
| Centre-Val de Loire        | Pas de changement des limites régionales | 77                    |
| Corse                      | Pas de changement des limites régionales | 51                    |
| Grand Est                  | Alsace Champagne-Ardenne Lorraine        | 169                   |
| Guadeloupe                 | Pas de changement des limites régionales | 41                    |
| Guyane                     | Pas de changement des limites régionales | 51                    |
| Hauts-de-France            | Nord-Pas-de-Calais Picardie              | 170                   |
| Île-de-France              | Pas de changement des limites régionales | 209                   |
| Martinique                 | Pas de changement des limites régionales | 51                    |
| Normandie                  | Basse-Normandie Haute-Normandie          | 102                   |
| Nouvelle-Aquitaine         | Aquitaine Limousin Poitou-Charentes      | 183                   |
| Occitanie                  | Languedoc-Roussillon Midi-Pyrénées       | 158                   |
| Pays de la Loire           | Pas de changement des limites régionales | 93                    |
| Provence-Alpes-Côte d'Azur | Pas de changement des limites régionales | 123                   |
| La Réunion                 | Pas de changement des limites régionales | 45                    |
| Total                      |                                          | 1910                  |

## Résultats
| Élections | Présidences | Présidences | Présidences | Carte |
| --------- | ----------- | ----------- | ----------- | ----- |
| Élections |             |             |             | Carte |
| Élections | Gauche      | Droite      | Autres      | Carte |
| 1986      | 5           | 21          | -           |       |
| 1992      | 4           | 21          | 1           |       |
| 1998      | 10          | 15          | 1           |       |
| 2004      | 23          | 2           | 1           |       |
| 2010      | 23          | 3           | -           |       |
| 2015      | 7           | 8           | 2           |       |
| 2021      | 8           | 7           | 2           |       |